# ЛаГГ-3
ЛаГГ-3 е съветски изтребител-моноплан от времето на Втората световна война. Той е един от трите типа (наред с Як-1 и МиГ-3) нови изтребители, с които Съветския съюз влиза във войната и е използван като изтребител, изтребител-прехващач, изтребител-бомбардировач и разузнавателен самолет. Произвеждан в периода 1940 – 1943 г., на негова база е създаден известния изтребител Ла-5, доразвит по-късно в Ла-7.

## Създаване
Бойният опит от Гражданската война в Испания показва, че новите немски изтребители Месершмит Bf 109 значително превъзхождат съветските изтребители И-15 и И-16, с които са въоръжени републиканските войски и затова през януари 1939 г. висшето съветско ръководство заповядва да се разработи нов изтребител. С тази задача се заемат три конкурентни конструкторски бюра – на Н. Н. Поликарпов, на П. О. Сухой и на А. С. Яковлев. Независимо от тях един малък конструкторски колектив на експериментален отдел, създаден през 1938 г., също решава да се включи в конкурса. Той се възглавява от С. А. Лавочкин, В. П. Горбунов и М. И. Гудков и се занимава с проектирането на изтребители, направени изцяло от дърво. През май 1939 г. експерименталният отдел е разширен до опитно конструкторско бюро (ОКБ-301), като негова производствена база става авиозавод № 301 в Химки. Ръководител е Горбунов, а Лавочкин и Гудков водят експерименталния отдел (в началото на войната Горбунов и Гудков напускат бюрото и Лавочкин остава негов ръководител).
През 1939 – 1940 г. колективът разработва прототипа И-22. Това е самолет направен изцяло от дърво – т. нар. делта-дървесина, състояща се от напластени тънки слоеве дървесина (основно брезова), които са импрегнирани и слепени с епоксидни смоли. Въпреки че има двойно по-голям обем от обикновено дърво, делта-дървесината е достатъчно издръжлива, за да позволи изработването от нея на силови и носещи възли от самолетна конструкция. В същото време е по-евтина от и без това дефицитния по това време алуминий. Характерна особеност на самолетите от делта-дървесина е, че с цел намаляване на аеродинамичното съпротивление, те са много добре полирани и лакирани. Заради блестящата си полировка по-късно ЛаГГ-3 получава прякорите си „пиано“ и „роял“.
Първият полет на И-22 е на 30 март 1940 г. Отначало изпитанията не вървят добре, но недостатъците бързо са отстранени. Заради използвания материал той е доста по-тежък от конкурентите си И-26 и И-200 (2968 кг срещу 2700 кг за И-26 и 2411 кг за И-200) и въпреки това не им отстъпва. И-22 първоначално е проектиран да носи 2 х 12.7-мм картечници БС и едно 23-мм авиационно оръдие ПТБ-23, но тъй като то се оказва не особено надеждно, е заменено с 12.7-мм картечница. Прототипът отговаря на всички изисквания на военните с изключение на далечината на полета – изикване, променено в последния момент, когато самолетът вече е готов.
За да бъде изпълнено и това изискване самолетът е върнат в конструкторското бюро в завода, където са му поставени два допълнителни резервоара за гориво в крилете. Прототипът получава обозначението И-301 (известен и като ЛаГГ-1) и е изпратен отново за изпитания. През ноември 1940 г. се появява и вторият прототип на И-301. В програмата на изпитанията влизат и сравнителни тестове с трофейни (от Испания) Ме-109В и по-новите Ме-109Е-3, получени от СССР по договора от 11 февруари 1940 г.. Оказва се, че на височина 5000 м И-301 значително превъзхожда новия месершмит в скорост – 605 км/ч срещу 547 км/ч за Ме-109Е-3. Проблемът с малката далечина на полета е решен повече от успешно – по време на изпитанията вторият прототип лети без кацане от Москва до Курск и обратно (840 км), при което в резервоарите му остават още 15 % гориво. Въпреки че кормилните плоскости имат доста тежко управление, а са отбелязани и други технически недостатъци, на 29 юли 1940 г. изтребителят е приет за серийно производство преди те да бъдат отстранени, което впоследствие е фатално за много пилоти и става причина за неласкавите отзиви за самолета. Причината е, че съветското ръководство бърза да превъоръжи бойните части с новите типове изтребители. От декември 1940 г. изтребителят И-301 е наречен ЛаГГ-3, а в началото на 1941 г. Лавочкин, Горбунов и Гудков получават Сталинска награда за създаването на самолета.
ЛаГГ-3 е произвеждан серийно в заводите № 21 (гр. Горки), № 31 (Таганрог – Тбилиси), № 153 (Новосибирск), № 23 (Ленинград). От 1940 до 1943 г. са произведени общо 6528 машини.

## Основни варианти и развитие на самолета

### 1 производствена серия
Първият сериен вариант на самолета. Той не еднакъв с И-301. Освен някои дребни конструктивни промени, се различава от прототипите по новото шаси, поставянето (макар и далеч не на всички машини) на радиооборудване и най-вече с добавянето на две 7.62-мм картечници ШКАС към въоръжението. Като резултат ЛаГГ-3 става със 70 кг по-тежък от И-301 и скоростните му характеристики падат. Управлението на самолета остава тежко – самолетът трудно се подчинява на кормилото за направление. Този недостатък е частично отстранен с поставянето на компенсатори на кормилото.

### 4 серия
На този вариант е променена формата на въздухозаборниците за различните агрегати, но основната промяна е смяната на едната 12.7-мм картечница с 20-мм авиационно оръдие ШВАК, което довежда до отстраняването на още една от 12.7-мм картечници. Премахната е едната противотежест на кормилото за направление. Вследствие на внесените промени, както и на занижаването на качеството на производство, самолетът става още по-бавен и трудно управляем и значително отстъпва на най-новите варианти на Ме-109 от модификацията Ме-109F.

### 8 серия
Въпреки голямата си скорострелност, заради малкия си калибър картечниците ШКАС се оказват слабоефективни срещу немските самолети – повредите, нанесени от тях бързо са отстранявани от немските техници. Взето е решение те да бъдат премахнати, още повече, че ЛаГГ-3 е най-тежкият изтребител в съветските ВВС и всячески се правят опити да се намали теглото му. Въоръжението на самолета остава едно 20-мм оръдие ШВАК (на някои машини е поставяно 23-мм оръдие ВЯ) и една 12.7-мм картечница УБС. Някои самолети са оборудвани с вертикална фотокамера АФА-1 за водене на въздушно разузнаване.

### 11 серия
Самолетите от 11-а производствена серия са модернизирани като изтребител-бомбардировачи за оказване на близка въздушна поддръжка на наземните войски и за нанасяне на удари по струпвания на войски и техника на противника в близкия тил. За целта те са оборудвани с пускови установки за шест неуправляеми реактивни снаряда РС-82 (по три под крило), както и с бомбодържатели за авиационни бомби с калибър до 50 кг. От авиационните бомби са използвани най-вече ФАБ-50М и АО-25М, а също така и контейнери със запалителна смес. Тези изменения увеличават челното въздушно съпротивление на самолета и скоростта му пада с още близо 25 км/ч.

### 23 серия
Малко след началото на производството на ЛаГГ-3 от 23-та серия е променена конструкцията на опашното оперение. На някои самолети са поставени нови въздушни винтове, както и е променена конструкцията на изпускателните тръби за горещите газове от двигателя. 23-та серия е произвеждана до лятото на 1942 г., когато окончателно става ясно, че ЛаГГ-3 значително отстъпва на изтребителите Як-1 и Як-7 и постепенно производството на самолета започва да намалява. В крайна сметка производството му остава само на завод № 31.

### 29 серия
На ЛаГГ-3 от 29-а серия са монтирани по-мощните двигатели М-105ПФ с мощност 1210 к. с. – със 110 к. с. повече от старите М-105ПА. Другата характерна особеност на новия двигател е, че той развива максималната си мощност на височина от порядъка на 2700 м, където обикновено се водят въздушните боеве на източния фронт. Освен някои дребни конструктивни изменения, е променено и радиооборудването.

### 33 и 34 серия
При 33-та серия е използван нов въздушен винт, както е и подобрено опашното оперение на изтребителя, а на самолетите от 34-та серия е монтирано 37-мм авиационно оръдие НС-37 за борба с танковете на противника. Освен 37-мм оръдие е запазена и 12.7-мм картечница. Използването в бойни условия на самолета с НС-37 обаче показва неговата неефективност. Летните му характеристики падат много, защото оръдието измества центъра на тежестта на машината, а нерядко се появяват повреди по фюзелажа, предизвикани от мощния му откат.

### 35 серия
В тази серия е направен опит да се подобрят полетните данни на машината и главно тези при излитане и кацане. Модернизирана е механизацията на крилото, опашният колесник става прибираем, внесени са и редица други конструктивни изменения. Въпреки че самолетът вече е признат за остарял, той продължава да се произвежда, тъй като промишлеността все още не е готова за производството на новите модели изтребители.

### 66 серия
Това е последната производствена серия на ЛаГГ-3. При нея са предприети редица промени с цел олекотяването на самолета, чиято маса пада до 2990 кг при 3160 кг за самолетите от 29-а серия. Въпреки това тяговъоръжеността на самолета остава много по-слаба от тази на другите модели изтребители. Самолетите от 66-а серия имат най-добри полетни данни от всички ЛаГГ-3. Произвежда се до септември 1943 г. само в завод № 31, след което производството на ЛаГГ-3 е спряно окончателно.
ЛаГГ-3 от 66 серия е и последния самолет с двигател с течно охлаждане, конструиран от КБ Лавочкин. На основата на ЛаГГ-3 е конструиран нов изтребител с двигател с въздушно охлаждане М-82, който получава обозначението Ла-5.

## Бойно използване
Първите ЛаГГ-3 постъпват в бойните части през пролетта на 1941 г., но тъй като изтребителят е приет на въоръжение още „суров“, инцидентите не закъсняват. Усвояването на новите машини върви много трудно, стават много катастрофи, тъй като ЛаГГ-3 е труден за пилотиране самолет, който не прощава грешките на пилотите, които са свикнали на маневрените биплани И-152 и И-153, при които и груби грешки не са фатални. При остри виражи самолетът проявява склонност към влизане в свредел и има много лошо поведение при кацане. Освен това се оказва, че много самолети имат скрити дефекти, оказва се и че хидравличната система не е достатъчно добре направена и в резултат често при кацане шасито не се спуска, много често и оръжията дават откази. Всичко това довежда до пилотското разшифроване на абревиатурата ЛаГГ като „Лакиран Гарантиран Гроб“ и много лошите отзиви за машината от строевите части. В резултат са направени някои подобрения, но въпреки това самолетът остава сложен за управление.
Това оказва своето влияние при началото на военните действия между Германия и Съветския съюз, започнали на 22 юни 1941 г., макар че ЛаГГ-3 влизат в бой едва в края на юли – началото на август и се оказват изненада за немците, които не знаят за тяхното съществуване. Въпреки това, немските изтребители много бързо разучават силните и слабите страни на изтребителя и ЛаГГ започват да търпят големи загуби. Освен несъвършенствата на машината, голямо влияние оказва и много слабата полетна подготовка на съветските пилоти – младите съветски пилоти рядко имат повече от 30 часа във въздуха срещу средно 450 часа за немските „новобранци“. Тактическата подготовка на руснаците също е много слаба – за разлика от немците, които имат зад гърба си военните кампании от 1939 – 1941 г., съветските пилоти са абсолютно неопитни и безинициативни. Командирите им не могат да ръководят големи авиационни формации, а когато противника успее да свали командирския самолет, останалите изтребители или се разпръскват, разваляйки бойния строй, или продължават да летят по права, докато не бъдат свалени всички..
Въпреки това в опитни ръце ЛаГГ-3 е добро и опасно оръжие. На 3 февруари А. А. Губанов с ЛаГГ-3 в един бой сваля 3 Ме-109, известен е случай на 21 март 1942 г., когато 5 ЛаГГ-3 се сражават с 30 немски самолета в района на Ржев, при което свалят 5 противникови машини без собствени загуби. Немският ас № 2 Герхард Баркхорн си спомня за случай на Сталинградския фронт през 1942 г., когато цели 40 минути се сражава един на един с ЛаГГ, без някой да излезе победител. Смята се, че пилотът на руската машина е А. А. Алелюхин, който пак на Сталинградския фронт със своя ЛаГГ-3 излиза победител във въздушен бой с четворка Ме-109, сваляйки един от тях.
Като изтребител-бомбардировачи ЛаГГ се използват още от 1941 г., като по-широката им употреба в тази роля датира от началото на 1942 г. (ЛаГГ-3 от 11 производствена серия). Въпреки че не са особено ефективни, се оказва, че са достатъчно издръжливи на попадения, за да действат на малки и пределно малки височини. За провеждането на подобни операции на 129-и изтребителен авиополк през декември 1941 г. е присвоено званието Гвардейски и започва да се нарича 5-и Гвардейски изтребителен авиационен полк.
Самолетите ЛаГГ-3 (ЛаГГ-3 66 серия) участват в бойни действия до втората половина 1944 г.

## Тактико-технически характеристики
| Характеристики                                  | ЛаГГ-1 (И-301)                                   | ЛаГГ-3 (1 серия)                | ЛаГГ-3 (4 серия)                                         | ЛаГГ-3 (11 серия)                                                                 | ЛаГГ-3 (34 серия)                               | ЛаГГ-3 (66 серия)                                              |
| ----------------------------------------------- | ------------------------------------------------ | ------------------------------- | -------------------------------------------------------- | --------------------------------------------------------------------------------- | ----------------------------------------------- | -------------------------------------------------------------- |
| Размах на крилете, м                            | 9.80                                             | 9.80                            | 9.80                                                     | 9.80                                                                              | 9.80                                            | 9.80                                                           |
| Дължина, м                                      | 8.81                                             | 8.81                            | 8.81                                                     | 8.81                                                                              | 8.81                                            | 8.81                                                           |
| Височина, м                                     | 4.40                                             | 4.40                            | 4.40                                                     | 4.40                                                                              | 4.40                                            | 4.40                                                           |
| Площ на крилете, м2                             | 17.62                                            | 17.62                           | 17.62                                                    | 17.62                                                                             | 17.62                                           | 17.62                                                          |
| Маса празен, кг нормална полетна                | 2478 2968                                        | 2680 3346                       | 2610 3280                                                | 2560 3080                                                                         | 2650 3363                                       | 2480 2990                                                      |
| Двигател мощност, к. с.                         | 1 х М-105П 1050                                  | 1 х М-105П 1050                 | 1 х М-105ПА 1050                                         | 1 х М-105ПА 1050                                                                  | 1 х М-105ПФ 1180                                | 1 х М-105ПФ 1210                                               |
| Максимална скорост при земята, км/ч на височина | 515 605                                          | 498 575                         | 486 549                                                  | 490 552                                                                           | 501 560                                         | 542 591                                                        |
| Далечина на полета, км                          | 556                                              | 1100                            | 870                                                      | 760                                                                               | 610                                             | 650                                                            |
| Скороподемност, м/мин                           | 855                                              | 735                             | 588                                                      | 605                                                                               | 685                                             | 893                                                            |
| Практически таван на полета, м                  | 9600                                             | 9500                            | 9500                                                     | 9400                                                                              | 9000                                            | 9800                                                           |
| Екипаж                                          | 1                                                | 1                               | 1                                                        | 1                                                                                 | 1                                               | 1                                                              |
| Въоръжение                                      | 1 х 23-мм оръдие 2 х 12.7-мм БС 2 х 7.62-мм ШКАС | 3 х 12.7-мм БС 2 х 7.62-мм ШКАС | 1 х 20-мм ШВАК 1 х 12.7-мм БС 2 х 7.62-мм ШКАС 6 х РС-82 | 1 х 20-мм ШВАК 1 х 12.7-мм БС 2 х 7.62-мм ШКАС 6 х РС-82 / РС-132 2 х 50 кг бомби | 1 х 37-мм НС-37 1 х 12.7-мм БС 6 х РС-82/РС-132 | 1 х 20-мм ШВАК 1 х 12.7-мм БС 6 х РС-82/РС-132 2 х 50 кг бомби |